# Manuel de Góis
Manuel de Góis (1543–1597) foi um filósofo e padre jesuíta português e diretor dos Commentarii Collegii Conimbricensis Societatis Iesu (Comentários do Colégio Jesuíta de Coimbra, ou só Conimbricenses), uma série de oito volumes de comentários às obras de Aristóteles publicados em Coimbra e Lisboa entre 1592 e 1606.
Góis nasceu em Portel, hoje no distrito de Évora, em 1543, filho de João Vagueiro e Maria Álvares. Há relatos conflitantes sobre sua educação. Ele se juntou aos jesuítas em 31 de agosto de 1560. Em 1568, ele lecionava humanidades na Universidade de Coimbra, onde conheceu Luís de Molina e Pedro da Fonseca, sendo este último substituído por Góis na tarefa de redigir o Curso. De 1574 a 1582, ele ensinou filosofia. Morreu em Coimbra a 13 de Fevereiro de 1597.
As principais obras filosóficas de Góis são os sete comentários que ele contribuiu para o Commentarii Collegii Conimbricensis Societatis Iesu sobre Física, Meteorologia, Parva Naturalia, Ética, Sobre os Céus, Da Alma e Da Geração e Corrupção de Aristóteles. Escreveu também uma obra inédita, Utrum intellectus sit potentia nobilior voluntate, em Coimbra no ano de 1582.